# Liebende Frauen
Liebende Frauen était un magazine allemand lesbien de la République de Weimar qui a paru de 1926 à 1931.

## Source de la traduction
- (de) Cet article est partiellement ou en totalité issu de l’article de Wikipédia en allemand intitulé « Liebende Frauen (Zeitschrift) » (voir la liste des auteurs).